# Арсенич-Березовський Микола Васильович
Мико́ла Васи́льович Арсе́нич-Березо́вський (псевда: «Арсен», «Березовський», «Григір», «Дем'ян», «Максим», «Микола», «Михайло») (27 вересня 1910, с. Нижній Березів, нині Косівський район, Івано-Франківська область — 23 січня 1947, с. Жуків, Бережанський район, Тернопільська область) — член Пласту, УВО, ОУН (1929). 2-й голова і фактичний творець військової контррозвідки ОУН — СБ ОУН, один із дев'яти генералів УПА і єдиний генерал безпеки УПА, борець за незалежність України у ХХ сторіччі.
Лицар Золотого Хреста Заслуги (1946).

## Життєпис
Народився 27 вересня 1910 року в с. Нижній Березів (нині Косівського району Івано-Франківської області, Україна, тоді Косівський повіт, Королівство Галичини та Володимирії, Австро-Угорщина). Походив зі шляхетської, але бідної родини герба Сас. Мав 4 братів (усі згодом переслідувалися органами НКВД СССР). У школі проявив себе як здібний учень, зарахований до Стрийської гімназії, яку закінчив у 1929 році. У шкільному віці цікавився національно-визвольним рухом: спочатку став членом Стрийського Пласту, згодом вступив в УВО, а з 1929 року — в новостворену ОУН.
Закінчивши гімназію, поступає на перший курс юридичного факультету Львівського університету, де навчався до 1936 року. У цей час редактор газети «Нове село».
У 1936 році за участь у студентських виступах потрапляє до в'язниці. 1937−1938 — лідер українських політв'язнів у тюрмі «Бригідки». 1939 — учасник Конгресу українського студентства. Після розколу ОУН приєднався до фракції Степана Бандери. 1939 навчався на спеціальних курсах військової розвідки під Краковом, який організувала ОУН спільно з німецьким Абвером. Згодом сам викладав на Краківських курсах основи розвідки та контррозвідки. У лютому 1940 очолює військову розвідку Проводу ОУНР.
З березня 1941 очолює Службу Безпеки революційної ОУН. Саме під керівництвом Миколи Арсенича, який був другим шефом СБ, починає створюватися та розбудовуватися ефективна мережа територіальних органів СБ. Новостворені відділення СБ були незалежними від місцевих керівників ОУН, підпорядковувалися тільки по службовій вертикалі. Починаючи з кінця 1943 — початку 1944 підрозділи СБ починають частково підпорядковуватися місцевому проводу ОУН та УПА. З ініціативи генерала Арсенича відбувається розробка та удосконалення форм, методів розвідувальної та контррозвідувальної діяльності.
Степан Мудрик-«Мечник», так описував намагання Арсенича:
| Опрацьовував схему будови референтури СБ і плян праці на взір державних таємних служб, допасовані до вимог нашої боротьби |
Саме Арсеничу належить заслуга створення Служби Безпеки, яка на рівних могла боротися з двома найпотужнішими спецслужбами того часу: Гестапо та НКВД.
Мав репутацію одного з найкращих конспіраторів ОУН. 1944 разом з іншими провідниками ОУН(б) провів переговори з представниками Рейху про спільну боротьбу проти СРСР. Один з ідеологів нової збройної тактики ОУН після закінчення Другої світової війни. Історик Володимир В'ятрович дає таку оцінку Арсеничу:
| Микола Арсенич ніколи довго не затримувався на одній території і зі своєю охороною чисельністю 20 підпільників пересувався з одного району в інший, здійснюючи перевірку діяльності своєї мережі. Завданням СБ ОУН було посилити дисципліну, очистити підпілля від впливу ворожої агентури. ...Діяльність СБ ОУН уважно вивчали НКВД і Гестапо, її аналіз публікувався в сучасних спеціалізованих російських виданнях в контексті боротьби Росії з чеченськими повстанцями |
Учасник ІІ-го Великого збору ОУН (1941) та ІІІ-го Великого надзвичайного збору ОУН (1943), конференцій ОУН (1941—1943), нарад керівного складу ОУН (б) та УПА — (1944—1946)

Схема криївки, в якій загинув Микола Арсенич

23 січня 1947 в районі с. Жуків, Бережанського району, Тернопільської області, бувши оточеним диверсантами МГБ СРСР, застрелив дружину Ганну Гуньку і себе.
Генерал контррозвідник (Служби Безпеки) (посмертно).

## Нагороди
Згідно з Постановою УГВР від 8.02.1946 р. і Наказом Головного військового штабу УПА ч. 1/46 від 15.02.1946 р. референт СБ Проводу ОУН Микола Арсенич — «Михайло» нагороджений Золотим хрестом заслуги УПА

## Вшанування пам'яті
27 вересня 2010 р. в Івано-Франківську, у народному домі «Просвіта», вечором пам'яті відзначили 100-річчя з дня народження військового діяча, головного референта СБ ОУН, керівника військової розвідки УПА Микола Васильович Арсенича-Березовського. Під час вечора пам'яті звучали повстанські пісні у виконанні хору Івано-Франківської міської організації ОУН «Золота заграва».
17 листопада 2013 року у селі Нижній Березів (на його батьківщині) було відкрито пам'ятник членові Центрального Проводу ОУН, керівникові Служби безпеки ОУН Миколі Арсеничу.

Пам'ятник Миколі Арсеничу у с. Нижній Березів

У Івано-Франківську, Звягелі та Коломиї названі вулиці на честь Миколи Арсенича-Березовського.
23.05.2018 р. від імені Координаційної ради з вшанування пам'яті нагороджених Лицарів ОУН і УПА у м. Косів Івано-Франківської обл. Золотий хрест заслуги УПА (№ 024) переданий Василю Арсеничу, племіннику Миколи Арсенича — «Михайла».
18 липня 2024 року у місті Львів вулицю Андрія Волощака перейменували на вулицю Генерала Миколи Арсенича.
26 липня 2024 року у місті Дніпро вулицю Червоногріську перейменували на вулицю Миколи Арсенича.

### У художній літературі
Аркадій Поважний — роман «Генерал», присвячений життю Миколи Арсенича.